# Hylonome
Hylonome là một nữ nhân mã trong Thần thoại Hy Lạp. Cô ta đã có mặt tại cuộc chiến chống lại Lapiths, nơi cô ta lạc mất người chồng là nhân mã Cyllarus. Đau khổ vì mất chồng, cô đã hy sinh mạng sống của mình để cứu lấy người chồng.